# E・C・タブ
E・C・タブ（E. C. Tubb）ことエドウィン・チャールズ・タブ（Edwin Charles Tubb; 1919年10月15日 - 2010年9月10日）は、イギリスの小説家、SF作家。

## 略歴
小学校卒業後から様々な職を転々する中、戦前からSFを書き始め、1951年に「ニュー・ワールズ」誌から短編"No Short Cuts"でデビュー。それ以降は50以上のペンネームの下にSF、ミステリ、西部小説など大量の娯楽小説を執筆した。1972年の時点で、上梓した長編は102、短編は数百あった。編集者の経験もある（1956年から1957年にかけ、イギリスの「オーセンティック・サイエンス・フィクション」誌を編集）。
日本では「デュマレスト・サーガ」 (The Dumarest Saga) の作者として知られている。
また、グレゴリイ・カーン (Gregory Kern) 名義の作品では、アメリカのDAWブックスから刊行したスペースオペラ「キャプテン・ケネディ」シリーズが知られている。カーンの名義はこのシリーズ用のペンネームで、当初その正体がタブであることは秘密にされた。

## 作品リスト

### デュマレスト・サーガ
1. 『嵐の惑星ガース』（The Winds of Gath (1967)、鎌田三平訳、創元推理文庫） 1982、新装版（創元SF文庫） 2006
2. 『夢見る惑星フォルゴーン』（Derai (1968)、大西憲訳、創元推理文庫） 1982、新装版（創元SF文庫） 2006
3. 『迷宮惑星トイ』（Toyman (1969)、酒井昭伸訳、創元推理文庫） 1982、新装版（創元SF文庫） 2006
4. 『共生惑星ソリス』（Kalin (1969)、佐治弓子訳、創元推理文庫） 1982、新装版（創元SF文庫） 2006
5. 『キノコの惑星スカー』（The Jester at Scar (1970)、鎌田三平訳、創元推理文庫） 1982、新装版（創元SF文庫） 2006
6. 『聖なる惑星シュライン』（Lallia (1971)、大西憲訳、創元推理文庫） 1982
7. 『科学惑星テクノス』（Technos (1972)、酒井昭伸訳、創元推理文庫） 1983
8. 『植民惑星ドラデア』（Veruchia (1973)、沢万里子訳、創元推理文庫） 1983
9. 『幻影惑星トーマイル』（Mayenne (1973)、鎌田三平訳、創元推理文庫） 1983
10. 『誘拐惑星オウレル』（Jondelle (1973)、大西憲訳、創元推理文庫） 1983
11. 『流血惑星チャード』（Zenya (1974)、酒井昭伸訳、創元推理文庫） 1983
12. 『テクノ惑星カモラード』（Eloise (1975)、沢万里子訳、創元推理文庫） 1983
13. 『秘教の惑星ナース』（Eye of the Zodiac (1975)、鎌田三平訳、創元推理文庫） 1983
14. 『虚像惑星バラドーラ』（Jack of Swords (1976)、佐治弓子訳、創元推理文庫） 1983
15. 『悪夢の惑星ホーガン』（Spectrum of a Forgotten Sun (1976)、大西憲訳、創元推理文庫） 1983
16. 『野望の惑星ハラルド』（Haven of Darkness (1977)、沢万里子訳、創元推理文庫） 1983
17. 『死霊の惑星ザキム』（Prison of Night (1977)、鎌田三平訳、創元推理文庫） 1983
18. 『希望の惑星アス』（Incident on Ath (1978)、大西憲訳、創元推理文庫） 1983
19. 『砂漠の惑星ハージ』（Web of Sand (1979)、沢万里子訳、創元推理文庫） 1984
20. 『刺客の惑星ヒアカーヌ』（The Quillian Sector (1978)、佐治弓子訳、創元推理文庫） 1984
21. 『空想惑星エスリン』（Iduna's Universe (1979)、鎌田三平訳、創元推理文庫） 1984
22. 『秘薬の惑星エリシウス』（The Terra Data (1980)、大西憲訳、創元推理文庫） 1984
23. 『異形の惑星クルディップ』（World of Promise (1980)、大西憲訳、創元推理文庫） 1984
24. 『天翔ける惑星ザブル』 （The Terridae (1981)、鎌田三平訳、創元推理文庫） 1984
25. 『女帝の惑星ジュールダン』（The Coming Event (1982)、大西憲訳、創元推理文庫） 1985
26. 『真珠の惑星サカウィーナ』（Nector of Heaven (1981)、沢万里子訳、創元推理文庫） 1985
27. 『鳥人の惑星ヘヴン』（Earth Is Heaven (1982)、鎌田三平訳、創元推理文庫） 1985
28. 『超能力惑星バーツ』（Melome (1983)、佐治弓子訳、創元推理文庫） 1986
29. 『遊民の惑星ライカン』（Angado (1984)、大西憲訳、創元推理文庫） 1986
30. 『生命の惑星カスケード』（Symbol of Terra(1984)、大西憲訳、創元推理文庫） 1987
31. 『最後の惑星ラニアン』（The Temple of Truth (1985)、大西憲訳、創元推理文庫） 1989
32. "The Return" （1997） - 未訳
33. "Child of Earth" （2008） - 未訳

原作では『サカウィーナ』が『ザブル』の前、『ヒカアーヌ』が『ハージ』の前に来る。
- 『巨大コンピューターの謎 - デュマレスト・ゲームブック』（TTG, 安田均共著、創元推理文庫、スーパーアドベンチャーゲーム） 1986
- 『惑星不時着 - デュマレスト・ゲームブック』（グループSNE, 安田均共著、創元推理文庫、スーパーアドベンチャーゲーム） 1988

### 日本語訳された短編
- 「明朝の壺」（Ming Vase、宇野利泰訳、ジュディス・メリル編『年刊SF傑作選4』（創元推理文庫）に収載）
- 「青二才」（Fresh Guy、野口迪子訳、『アンソロジー・恐怖と幻想 第1巻』（月刊ペン社）にE・C・タッブ名で収載）
- 「悪魔は時代おくれ」（Return Visit、浅羽莢子訳、ミステリマガジン 1979年9月号 No.281に収載）
- 「ルシファー!」（Lucifer!、中村融訳、スティーヴン・キング, ベヴ・ヴィンセント編、『死んだら飛べる』（竹書房文庫）に収載）

### グレゴリイ・カーン名義
「キャプテン・ケネディ」シリーズ。全17作
- 『異次元の陥穽」（Galaxy of The Lost (1973)、小隅黎訳、ハヤカワSF文庫）
- 『サーガンの奴隷船」（Slave Ship from Sergan (1973)、小隅黎訳、ハヤカワSF文庫）
- 『メテラーゼの邪神」（Monster of Metelaze (1973)、小隅黎訳、ハヤカワSF文庫）
- 『惑星メラーの魔薬」（Enemy within The Skull (1974)、小隅黎訳、ハヤカワSF文庫）
- 『ジャーレンの秘宝」（Jewel of Jarhen (1974)、小隅黎訳、ハヤカワSF文庫）
- Seetee Alert! (1974)、未訳
- The Gholan Gate (1974)、未訳
- Eater of Worlds (1974)、未訳
- Earth Enslaved (1974)、未訳
- Planet of Dread (1974)、未訳
- The Spawn of Laban (1974)、未訳
- The Genetic Buccaneer (1974)、未訳
- A World Aflame (1974)、未訳
- Ghost of Epidoris (1975)、未訳
- Mimics of Dephene (1975)、未訳
- Beyond the Galactic Lens (1975)、未訳
- The Galactiad (1983)、未訳